# Ed Thigpen
Edmund Leonard Thigpen (Chicago, 28 december 1930 - Kopenhagen, 13 januari 2010) was een Amerikaans jazzdrummer.

## Carrière
Ed Thigpen was de zoon van drummer Ben Thigpen, die speelde bij het Andy Kirk Orchestra. Tijdens de jaren 1950 speelde Ed Thigpen bij de Cootie Williams Band en in het leger in Korea van 1952 tot 1954. Vervolgens werkte hij met Jutta Hipp.
Door zijn vader was hij reeds bekend met Ben Webster en Ray Brown. In Japan ontmoette hij Oscar Peterson. Vanaf 1959 was hij lid van het Oscar Peterson Trio met Petersen aan de piano, Ray Brown als bassist en hemzelf aan de drums. Een klassieke opname uit deze periode is We Get Requests (1965) bij Verve Records. Ook bij dit label verscheen in 1966 zijn album Out Of the Storm met Herbie Hancock aan de piano.
In 1965 verliet Thigpen het trio en ging naar Los Angeles, daarna in 1972 naar Kopenhagen. Daar werkte hij vervolgens met Kenny Drew sr., Ernie Wilkins, Thad Jones, Svend Asmussen en Mads Vinding. Later trad hij ook op met Eric Watson, John Lindberg, Albert Mangelsdorff, Horace Parlan, Nnenna Freelon en Katrine Madsen. Ook bracht hij onder zijn naam verdere albums uit met zijn trio en andere combo-bezettingen. Jazz-discograaf Tom Lord registreerde 355 opnamen van Thigpen op het gebied van jazz. Thigpen was auteur van meerdere leerboeken voor het drumstel.

## Overlijden
Ed Thigpen overleed in januari 2010 op bijna 80-jarige leeftijd.